# 松江市立美保関中学校
松江市立美保関中学校（まつえしりつ みほのせきちゅうがっこう）は、島根県松江市美保関町下宇部尾にある公立中学校。

## 沿革
- 1995年（平成7年）4月1日 - 北中学校・南中学校を統合し、美保関町立美保関中学校となる。
- 2005年（平成17年）3月31日 - 松江市立美保関中学校に改称。

## 部活動
- 野球部
- 陸上部
- バレーボール部
- 卓球部
- 吹奏楽部

## 校区
校区は、美保関小学校の通学区域となっている。